# Brad Evans (wielrenner)
Brad Evans (Dunedin, 8 mei 1992) is een Nieuw-Zeelands wielrenner die anno 2018 rijdt voor Mobius BridgeLane.

## Carrière
In 2014 won Evans het Nieuw-Zeelands kampioenschap op het onderdeel scratch, voor Dylan Kennett en Patrick Bevin. Later dat jaar won hij datzelfde onderdeel tijdens het Fesitval of Speed in het Amerikaanse Breinigsville, voor Zachary Kovalcik en Patrick Jones.
In 2015 werd Evans veertiende op het door Joseph Cooper gewonnen nationale wegkampioenschap. Later dat jaar kreef Evans een stagecontract aangeboden bij Drapac. Voor die ploeg nam hij deel aan de Ronde van Hainan, waar hij in de eerste etappe in de aanval van de dag zat. In de vijfde etappe mengde Evans zich in de massasprint, waarin hij op de achtste plaats eindigde. Zijn stagecontract leidde in eerste instantie niet tot een profcontract.
In januari 2016 werd Evans achtste op het nationale wegkampioenschap, op drie minuten en één seconde van winnaar Jason Christie. Elf dagen later won Evans de tweede etappe van de New Zealand Cycle Classic door in de sprint af te rekenen met Alex Frame en Dion Smith. In april van dat jaar tekende Evans alsnog een profcontract bij Drapac, waarna hij zijn debuut maakte in de Ronde van Castilië en León. In de zevende etappe van de Ronde van Korea sprintte de Nieuw-Zeelander met Kristian House om de winst. Vanwege technische problemen kon de fotofinish niet goed worden bestudeerd, waardoor beide renners door de Zuid-Koreaanse jury tot winnaar werden uitgeroepen.

## Baanwielrennen

### Palmares
| Jaar | N-ZK    | OK | WK | Overig                 |
| ---- | ------- | -- | -- | ---------------------- |
| 2014 | Scratch |    |    | Breinigsville: Scratch |

## Wegwielrennen

### Overwinningen
2009
 Oceanisch kampioen op de weg, Junioren
2016
2e etappe New Zealand Cycle Classic
7e etappe Ronde van Korea (ex aequo met Kristian House)

## Ploegen
- 2015 –  Drapac Professional Cycling (stagiair vanaf 1-8)
- 2016 –  Drapac Professional Cycling (vanaf 15-4)
- 2017 –  Drapac-Pat's Veg Holistic Development Team
- 2018 –  Mobius BridgeLane

Brown · Clarke · Girdlestone · Hucker · Jones · Kerby · Kohler · Koning · Lapthorne · Meyer · Norris · Peterson · Phelan · Roe · Rudolph · Spokes · Sulzberger · Wippert · Canty (stagiair) · Evans (stagiair)
Brown · Canty · Clarke · Earle · Evans · Jones · Kerby · Koning · Lowndes · Mannion · Meyer · Mouris · Norris · Phelan · Roe · Scully · Spokes · Sulzberger
Evans · Featonby · Kaesler · Katsonis · Kent-Spark · Monk · Morey · Pane · Ross · White · Yates
Berends · Coyle · Donohoe · A. Evans · B. Evans · Kergozou · Livingstone · Lyons · Murtagh · Newbery · Reynolds